# Chalciporus virescens
Chalciporus virescens är en svampart som först beskrevs av Paul Heinemann, och fick sitt nu gällande namn av Klofac & Krisai 2006. Chalciporus virescens ingår i släktet Chalciporus och familjen Boletaceae.   Inga underarter finns listade i Catalogue of Life.